# Olivet (Loiret)
Olivet is een gemeente in het Franse departement Loiret (regio Centre-Val de Loire). De gemeente telde 22.988 inwoners op 1 januari 2022. De plaats maakt deel uit van het arrondissement Orléans. De plaats is een voorstad van Orléans.

## Geschiedenis
De eerste bewoning was ten zuiden van de Loiret. Het gebied noordelijk van de rivier was een moeras, dat drooggelegd werd door de monniken van de abdij van Micy door de rivier in te dijken. Zij introduceerden ook de wijnbouw. In de 10e eeuw werden er watermolens op de rivier gebouwd en kwam er ook een eerste kerk in de plaats die toen nog Saint-Martin-du Loiret heette. De plaats kreeg de naam Olivet, naar de Olijfberg, van de monniken van de priorij van Saint-Samson in Orléans die in de plaats bezittingen hadden. Rond 1300 werd er een stenen brug over de Loiret gebouwd die de verbinding met Orléans aanzienlijk verbeterde. In 1429 werd Orléans door de Fransen veroverd op de Engelsen, maar hierbij werd Olivet grotendeels vernield. De plaats had ook te lijden onder de godsdienstoorlogen van de 16e eeuw. Koning Hendrik IV verbleef een tijd in Olivet op het kasteel van Poutyl.
In de 19e eeuw verloren de watermolens op de Loiret stilaan hun economische functie en werd het nog landelijke Olivet een trekpleister voor stedelingen uit het nabijgelegen Orléans. In 1870 werd de oude brug herbouwd en vanuit Orléans werd er een tramlijn aangelegd tot in Olivet: in 1883 werden de trams nog getrokken door paarden, in 1903 werd de lijn geëlektrificeerd. Na de Tweede Wereldoorlog werd Olivet een voorstad van Orléans en kende een grote instroom van nieuwe inwoners: van geen 5.000 in 1946 naar meer dan 20.000 in 1999. Er werd een nieuwe tramlijn naar Orléans aangelegd (de vorige was gesloten in 1938). Na de oorlog openden de Amerikanen een militaire basis, die in 1967, nadat Frankrijk uit de NAVO was gestapt, werd overgenomen door het Franse leger. In de basis is het 12e regiment Cuirassiers gelegerd.

## Geografie
De oppervlakte van Olivet bedroeg op 1 januari 2022 23,39 vierkante kilometer; de bevolkingsdichtheid was toen 982,8 inwoners per km². De plaats ligt aan de rivier Loiret.
De onderstaande kaart toont de ligging van Olivet met de belangrijkste infrastructuur en aangrenzende gemeenten.

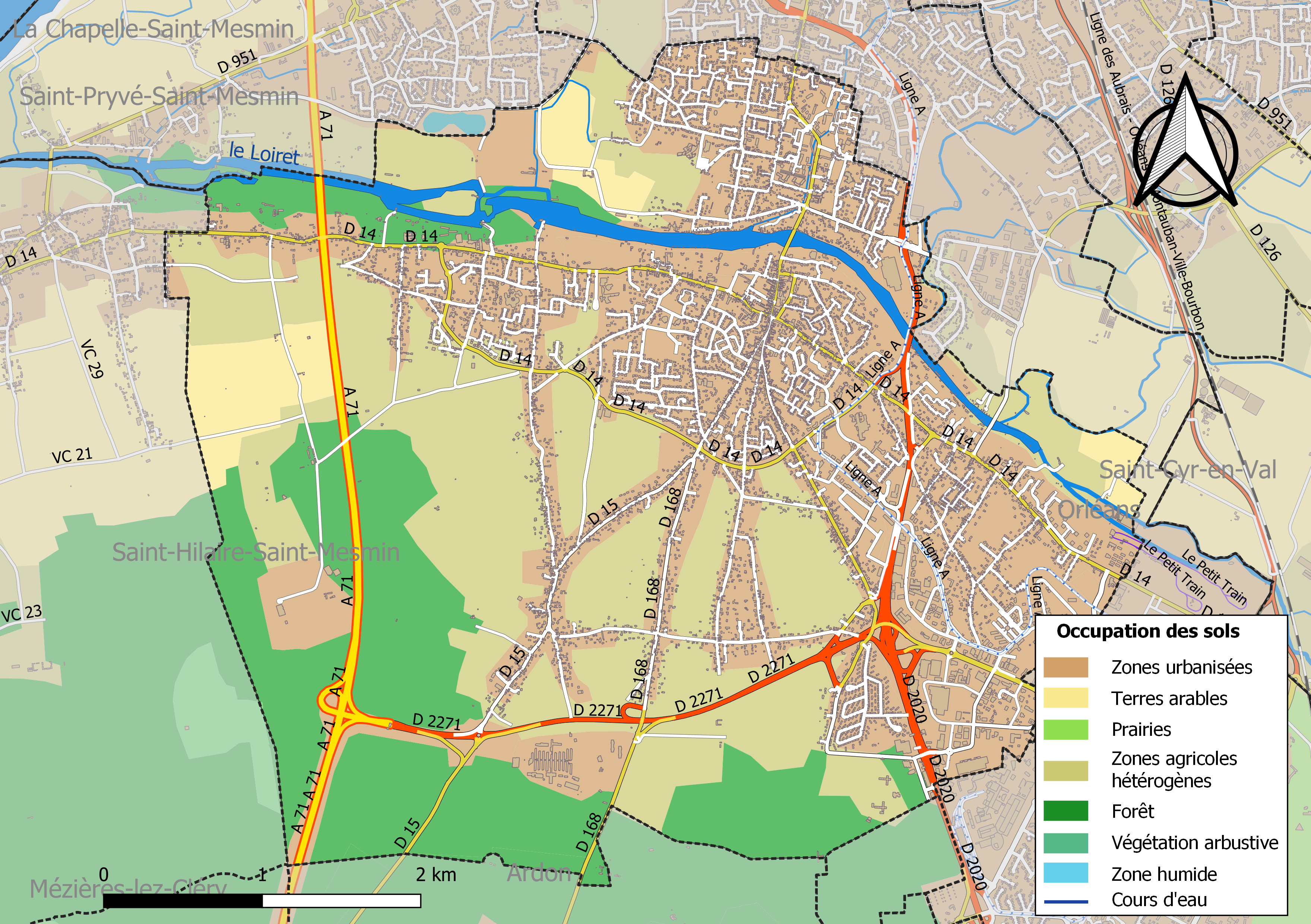

## Demografie
Onderstaande figuur toont het verloop van het inwonertal (bron: INSEE-tellingen).